# Giovanni Bignami
Giovanni Fabrizio Bignami, detto Nanni (Desio, 10 aprile 1944 – Madrid, 24 maggio 2017), è stato un fisico e divulgatore scientifico italiano.
Dal 16 marzo 2007 al 1º agosto 2008 è stato Presidente dell'Agenzia Spaziale Italiana. Tra il 2010 e il 2014 è stato il primo italiano a presiedere il COSPAR (Comitato per la Ricerca Spaziale). Dal 10 agosto 2011 al 16 ottobre 2015 è stato Presidente dell'INAF (Istituto Nazionale di Astrofisica). È stato presidente del consiglio di amministrazione del progetto SKA.

## Biografia
Giovanni Fabrizio Bignami si è laureato in fisica nel 1968 all'Università di Milano, nel gruppo di Giuseppe Occhialini. Da allora si è occupato di ricerca spaziale, partecipando alle principali attività in tale campo in Italia, Europa e Stati Uniti dagli anni settanta in poi. Ha partecipato attivamente alla progettazione e costruzione di numerosi satelliti scientifici. È stato nominato negli anni 1988-1997 Principal Investigator della missione XMM-Newton dell'ESA.
È  stato professore ordinario di Astronomia e Astrofisica presso lo IUSS di Pavia.
È noto a livello internazionale per il lavoro ventennale che portò all'identificazione ed alla comprensione di Geminga, la prima stella di neutroni senza emissione radio.
Dal 1970 al 1990 è stato ricercatore presso il CNR. Nel 1990 è stato nominato professore ordinario di Fisica generale all'Università di Cassino. Nel 1997 è stato nominato professore ordinario di Astronomia all'Università di Pavia. Dal 1997 al 2002 è stato anche Direttore scientifico dell'Agenzia Spaziale Italiana dove ha avviato, tra l'altro, il programma di piccole missioni dell'ASI. Dal 2003 al 2006 è stato Direttore del Centre d'Étude Spatiale des Rayonnements a Tolosa, uno dei centri spaziali più importanti di Francia. È stato chiamato a far parte del Comitato di valutazione della Ricerca dell'Agenzia spaziale francese (CNES). Dal gennaio 2004 al gennaio 2007 è stato Presidente dello Space Science Advisory Committee (SSAC) dell'Agenzia Spaziale Europea, che ha redatto il documento di programmazione scientifica dell'agenzia, Cosmic Vision 2015-2025. Il 16 marzo 2007, il Consiglio dei ministri lo ha nominato Presidente dell'Agenzia Spaziale Italiana, carica mantenuta fino al 1º agosto 2008, data in cui è stato reso effettivo il commissariamento straordinario dell'Agenzia, avviato dal Consiglio dei ministri n. 11 del 18 luglio 2008.
È stato candidato non eletto alle Elezioni europee del 2009 (6, 7 giugno 2009) con il Partito Democratico per la circoscrizione elettorale 1 (Lombardia, Piemonte, Valle d'Aosta, Liguria) con lo slogan "Più ricerca in Italia, più futuro in Europa".
Nel luglio 2010, dopo una selezione internazionale, è stato eletto (primo italiano), Presidente del COSPAR (Comitato Mondiale per la Ricerca Spaziale); ha mantenuto la carica fino al 2014. Nell'agosto 2011 il MIUR lo ha nominato presidente dell'Inaf, l'Istituto nazionale di astrofisica; è rimasto in carica fino all'ottobre 2015.
Ha collaborato con quotidiani e riviste dal 1978: Corriere della Sera, Il Sole 24 Ore, Il Messaggero, La Stampa, la Repubblica, Le Scienze (curando una rubrica dal 2002 al 2007), Vanity Fair (rubrica dal 2005 al 2011), Wired (guest editor del numero di luglio 2009), Limes (2009); ha avuto collaborazioni con l'Espresso e Panorama; è stato opinionista sullo International Herald Tribune (2007-2010), su Nature e Science.
Ha collaborato con Piero Angela, curando la rubrica Polvere di Stelle all'interno di Superquark.
È stato spesso ospite del programma di approfondimento scientifico C'è Spazio.
Ha collaborato a numerosi volumi multiautore e curatele per Marsilio, Treves, Ares, e con enciclopedie di editori come EST Mondadori, Treccani, UTET, Garzanti, McGraw-Hill.
Il 24 maggio 2017 viene colto da un malore e muore improvvisamente a Madrid, dove si trovava per lavoro.
È stato sposato con Francesca Romana Paci, detta Lulli (1968-1989), e con Patrizia Caraveo(1991-2017). Ha avuto tre figli: Daniele Fabrizio Bignami (1975) e Elena Giovanna Bignami (1975), gemelli; e Giulia Paola Maria Bignami (1990).

## Onorificenze

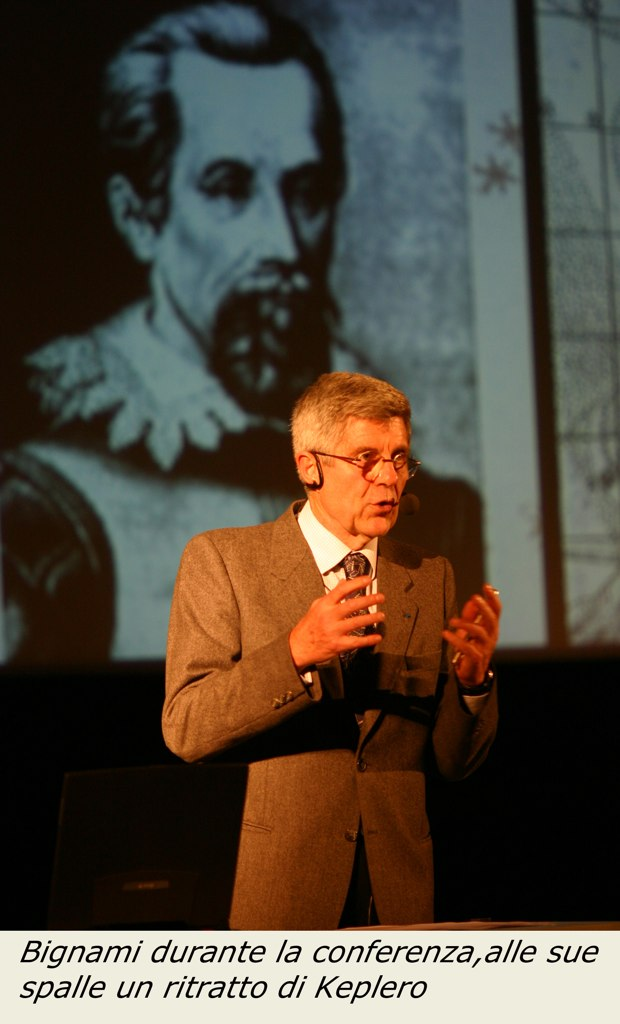
Giovanni Bignami, 2004

Giovanni Bignami è stato membro dell'Accademia dei Lincei e da questa ricevette nel 2004 il premio quadriennale per l'Astronomia del Ministero dei Beni Culturali della Repubblica Italiana; nel 2000 è stato nominato Officier de l'Ordre National du Mérite de la Republique Française, mentre nell'aprile 2006 è stato nominato Officier de la Legion d'Honneur per meriti scientifici. Nel 2016 è stato insignito dell'onorificenza di Ufficiale dell’Ordine al Merito della Repubblica Italiana.
La American Astronomical Society nel 1993 gli ha conferito il Premio Bruno Rossi  per il contributo alla comprensione di Geminga.
Ha ricevuto nel 2002 la medaglia Massey Award, assegnata congiuntamente dalla Royal Society (UK) e dal Comitato Mondiale per la Ricerca Spaziale (COSPAR) for leadership in space science,  nel 2010 la Blaise Pascal Medal della European Academy of Sciences (prima medaglia data per l'astrofisica) e lo stesso anno il von Karman Award della International Academy of Astronautics (secondo italiano, dopo Luigi Broglio)
Gli è stato dedicato un asteroide, 6852 Nannibignami.
Per la sua attività divulgativa in astronomia ha ricevuto il Premio Lacchini (2006), il Premio Capo d'Orlando (2011 e 2012) per la promozione multimediale della cultura scientifica e il Premio "le Stelle" (2012) per la pluridecennale ricerca in astrofisica delle alte energie e la direzione scientifica di importanti organizzazioni spaziali italiane ed europee.
Nel 2017 il comune di Milano ha deciso che il suo nome venga iscritto nel Famedio di Milano, all'interno del cimitero Monumentale.

## Opere
- La storia nello spazio, Milano, Mursia, 2001, ISBN 88-425-2939-7. Tradotto in francese (Explorer l’Espace pour Remonter le Temps, Odile Jacob, Paris, 2006).
- L'esplorazione dello spazio. Alla scoperta del sistema solare, Bologna, Il Mulino, 2006, ISBN 88-15-11404-1.
- I marziani siamo noi. Un filo rosso dal Big Bang alla vita, Bologna, Zanichelli, 2010, ISBN 978-88-08-26156-4. Tradotto in tedesco (Wir sind die Marsmenschen, Spektrum, 2012), francese (Des etoiles et des hommes, Cherche-Midi, Paris 2012), inglese (We are the Martians, Springer, Berlin, 2012), cinese (Science Press, Beijing, 2013) e persiano (2014).
- Cosa resta da scoprire, Milano, Mondadori, 2011, ISBN 978-88-04-61364-0. Ristampato nel 2012 nella serie bestseller “Oscar”. Tradotto in inglese (Imminent Science, Springer, 2014).
- G. Bignami - Cristina Bellon, Il futuro spiegato ai ragazzi, Milano, Mondadori, 2012, ISBN 978-88-04-61681-8. Tradotto in spagnolo (El futuro explicado a los ninos, Siruela, Madrid 2014).
- Il mistero delle sette sfere. Cosa resta da esplorare. Dalla depressione di Afar alle stelle più vicine, Milano, Mondadori, 2013, ISBN 978-88-04-63068-5. Tradotto in inglese (The Mystery of the Seven Spheres, Springer 2015).
- (EN) A Scenario for Interstellar Exploration and Its Financing, Heidelberg, Springer Verlag, 2013, ISBN 88-470-5336-6.
- G. Bignami - Andrea Sommariva, Oro dagli asteroidi e asparagi da Marte. Realtà e miti dell'esplorazione dello spazio, Milano, Mondadori Università, 2015, ISBN 978-88-6184-418-6.
- G. Bignami - Andrea Sommariva, The Future of Human Space Exploration, MacMillan, 2016, ISBN 9781137526571.
- Le rivoluzioni dell'universo, Firenze, Giunti, 2017, ISBN 9788809834583.
- G. Bignami - Andrea Sommariva, L'economia dello spazio. Le sfide per l'Europa, Roma, Castelvecchi, 2017, ISBN 9788832821857.

### Curatele
- Wernher von Braun, Progetto Marte. Storia di uomini e astronavi, Bari, Dedalo, ISBN 978-88-220-4179-1.

### Traduzioni
- (EN) Galileo Galilei, Against the Donning of the Gown (Contro il portar la toga, 1590), 2000. [versione in pentametri giambici del poema]

### Trasmissioni televisive
"I marziani siamo noi" e "Cosa resta da scoprire" sono stati il soggetto di due serie televisive di National Geographic Channel (Italia) (2010 e 2011), e Rai Scuola ha dedicato 8 puntate a "Il mistero delle sette sfere".